# Hilda Pennington-Mellor Munthe
Hilda Pennington-Mellor Munthe, född 2 oktober 1876 i Biarritz i Frankrike, död 28 september 1967 i Rom, var en engelsk-svensk trädgårdsskapare. Hon är främst känd för att ha skapat miljön omkring sitt sommarhus Stengården i Leksand, det som idag är känt som Munthes Hildasholm. Hon var gift med den svenske läkaren och författaren Axel Munthe.

## Biografi
Hilda Pennington-Mellor föddes i Frankrike. Föräldrarna var John Pennington-Mellor och Anna Catherine Pennington-Mellor. Fadern var en förmögen affärsman, med engelska föräldrar, som bland annat ägde en handelsflotta och bomullsplantager i Egypten. Modern var född Wilson och uppvuxen i Vermont, USA. Hilda Pennington-Mellor Munthes föräldrar levde ett ambulerande liv med Biarritz som fast punkt. När hon var sex år flyttade familjen in i ett slottsliknande hus, Villa Françon, i Biarritz, som fadern låtit bygga. Där växte hon upp tillsammans med sin yngre bror John Evelyn. Familjen hade ett stort umgänge bland Europas kungligheter och aristokrati.
Hilda Pennington-Mellor Munthes utvecklade ett stort kulturellt intresse och blev en skicklig pianist. I slutet av 1890-talet fanns familjen i Rom och där kom hon i kontakt med den svenske läkaren och författaren Axel Munthe. Han hade då en praktik intill Spanska trappan där han etablerat sig som läkare inom Roms societet. Han var även livmedikus åt den dåvarande svenska kronprinsessan Viktoria. Hilda Pennington-Mellor Munthe kom att bli djupt förälskad i den svenske läkaren, som var nära 20 år äldre än hon.
Paret gifte sig i London 1907 och fick snart sönerna John Axel Viking, kallad Peter, född 1908, och Malcolm Grane, född 1910. Efter en bröllopsresa till Sverige bestämde sig paret för att bygga ett sommarhus i Leksand. Intill Leksands kyrka stod deras herrgårdsliknande hus, Stengården, färdigt 1911. Huset var ritat av arkitekten Torben Grut. Stengården i Leksand kom sommartid att bli ett mycket kärt tillhåll för Hilda Pennington-Mellor Munthe och hennes söner så länge hon levde. Axel Munthe kom inte att vistas mycket i Leksand. Äktenskapet mellan de två varade livet ut, men de levde endast ihop under de första tolv åren, fram till 1919.
Nära Stengården, i den speciella miljön vid niporna intill Siljan, skapade Hilda Pennington-Mellor Munthe de trädgårdar som kom att bli karaktäristiska för gården. Trädgårdarna är skapade med inspiration från Arts and Crafts-rörelsen och ifrån de italienska, franska och engelska trädgårdar där hon vistats, men med växter som är typiska för och härdiga i det svenska klimatet. Runt Stengården finns sju olika trädgårdsrum som omges av den vilda naturen. Interiören i huset präglas av antikviteter och konst från flera länder i Europa, men också av den kreativa familjens egna dekorationer.
Från sin uppväxt hade Hilda Pennington-Mellor Munthe ett starkt intresse för teater och musik, och det kom i hög grad att prägla hennes och sönernas somrar i Leksand. Hon uppmuntrade dem till ett fantasifullt skapande. Det framfördes ständigt olika teaterspel för de närmaste vännerna. Till marionetteatern, "Den kungliga teatern", fanns mängder av kulisser och omkring tvåhundra marionetter i olika utförande. Många av dem var tillverkade av familjen. Under ett par år på 1930-talet satte hon upp teaterföreställningar i Leksand, där ett hundratal barn från trakten deltog. År 1932 gavs "Leksand genom tiderna" och 1934 "Leksandsspel, historiska och religiösa legender". Hon var djupt religiös och den kristna tron var en utgångspunkt för spelen.
I början av förra seklet hade flera kulturpersonligheter sökt sig till trakten runt Siljan och övriga Dalarna. Där fanns Anders och Emma Zorn, Carl och Karin Larsson, Erik Axel Karlfeldt med familj, Ottilia Adelborg med flera. Flera av dessa ingick i Hilda Pennington-Mellor Munthes umgängeskrets. Bland de närmsta vännerna fanns Ottilia Adelborg. De hade ömsesidig glädje av varandra i sina respektive konstarter. Ottilia Adelborg deltog i hennes teaterspel och uppskattade mycket den kreativa och konstnärliga miljö som omgav henne och sönerna. I Ottilia Adelborgs eget konstnärskap var Hilda Pennington-Mellor Munthe en uppskattad rådgivare. En annan nära vän till familjen var författaren och översättaren Maj Lorents.
Axel Munthe och Hilda Pennington-Mellor Munthe hade mycket lite kontakt efter 1919, men han besökte Stengården vid ett par tillfällen på 1920- och 1930-talet. Axel dog på Stockholms slott 1949. Hans livsverk, Villa San Michele på Capri, testamenterades till svenska staten och är idag ett välbesökt turistmål och ett viste för svenska stipendiater.
Under vintersäsongen bodde Hilda Pennington-Mellor Munthe mestadels i England. I Wimbledon ägde hon från 1931 Southside House, ett hus med anor från 1600-talet och fyllt av engelsk historia. Det blev hennes hem fram till hennes död. Hon ägde även ett medeltida hus, Hellens Manor, i Much Marcle, Herefordshire. När bomberna föll över London under andra världskriget packade hon sina mest värdefulla föremål i Southside House och körde med häst och vagn till Hellens Manor. Hilda Pennington-Mellor Munthes barndomshem, Villa Francon i Biarritz, ägdes av henne och brodern fram till 1948 men användes inte av familjen efter 1930. Bland annat ockuperades huset av tyskarna under andra världskriget. Både Southside House och Hellens Manor ägs idag av en stiftelse, är museum och öppna för kulturella evenemang. Stengården i Leksand döptes efter Hilda Pennington-Mellor Munthes död om till Hildasholm. Idag ägs Hildasholm av en stiftelse och är öppet för allmänheten sommartid.
Hilda Pennington Mellor-Munthe dog i Rom 1967. En minnessten över hela familjen finns på Protestantiska kyrkogården i Rom. I Leksands kyrka finns ett par gåvor från familjen, bland annat en Maria-bild av Luca della Robbia.